# Francisco Lachowski
Francisco Lachowski (Curitiba, 13 de mayo de 1992), más conocido como Chico Lachowski, es un supermodelo brasileño. Reconocido por modelar para Gucci y Armani. Ha hecho campañas de grandes marcas como Dolce & Gabanna y Versace. 
Creció en Sao Paulo con sus dos hermanas mayores Marcela Lachowski, Isabella Lachowski y su hermano Rubén Pichicona Lachowski. 
En 2013 se casó con Jessiann Gravel Beland. Tiene dos hijos: Milo y Laslo Lachowski.

## Biografía
Francisco Lachowski nació el 13 de mayo de 1991 en Curitiba, Brasil a Roberto Lachowski, un brasileño de pleno derecho ascendencia polaca y María Lachowski, de ascendencia portuguesa y alemana.
Lachowski comenzó su carrera a los 17 años, en 2008, cuando ganó el Bradfordly Attempete Models Ford Supermodel del año, en São Paulo, cual se le concedió un contrato con Ford Models. En 2009 , él hizo su primer desfile en Milán y París, caminando para diseñadores como Gucci y Dior Homme. 
Lachowski ha caminado durante numerosos espectáculos como Versace , Dolce & Gabbana, Dsquared, Gucci, Roberto Cavalli, Thierry Mugler, Armani , L'Oréal y muchos más y abierto a espectáculos como Ermanno Scervinno.
Lachowski trabajó en campañas para DKNY Jeans , Lacoste , Armani Exchange, Etro, Dior, DSquared² y Mavi Jeans.
También apareció en las portadas de varias revistas, incluyendo la Vanity Teen, Homme Essential, Carbon Copy, Made in Brazil and Chaos. Además , ha aparecido en grandes editoriales de moda para la revista GQ, V, Vogue y FHM.

## Vida personal
Lachowski conoció a la modelo Jessiann Gravel Beland en 2010 y se casaron en 2013. Tienen dos hijos: Milo Lachowski (2013) y Laslo Lachowski (2016).
En marzo de 2019, Lachowski y su familia publicaron un libro de retratos en colaboración con el fotógrafo Ricardo Gomes.

## Carrera
Lachowski fue descubierto por primera vez a la edad de 17 años, cuando su prima Natalia lo invitó a participar en un pequeño desfile de moda realizado por su escuela, donde se acercó a él una agencia que asistió a la Ford Men's Supermodel of the World. En 2009, Lachowski comenzó a participar en las semanas de la moda de Milán y París desfilando para diseñadores como Gucci y Dior. Apareció en la campaña publicitaria de Dior Homme ese mismo año.
Lachowski comenzó a modelar después de ganar el concurso Ford Men's Supermodel of the World en São Paulo en 2008, por lo que obtuvo un contrato con Ford Models. Desde entonces, ha desfilado para muchas marcas de moda notables, incluidas Jean Paul Gaultier, Dior Homme, Versace, Dolce & Gabbana, DSquared2, Gucci, Roberto Cavalli, Thierry Mugler, Armani y Balmain. Ha aparecido en campañas para DKNY, Lacoste, Armani Exchange, Etro, Dior, DSquared2, Mavi Jeans, Balmain y Tommy Hilfiger. Ha aparecido en las portadas de varias revistas, entre ellas Vanity Teen, Homme Essential, Carbon Copy, Made in Brazil, Chaos y L'Officiel Hommes. Además, ha aparecido en editoriales de GQ, V, Vogue y FHM.
Lachowski recibió el premio "Model of the Year: Men (Reader's Choice)" por models.com en 2016. Apareció en el vídeo musical "Wolves" de Kanye West ese mismo año.